# Operator arytmetyczny
Operator arytmetyczny w programowaniu – operator dostępny w określonym języku programowania (a także w innych językach komputerowych oraz w programach komputerowych), który działając na podanych argumentach reprezentujących wartości liczbowe, w wyniku zwraca również wyznaczoną wartość liczbową, realizując podstawowe operacje arytmetyki.
To jakie operatory arytmetyczne są dostępne w konkretnym języku programowania zależy od jego składni, a to jakie są zasady ich stosowania, w tym priorytet tych operatorów i kolejność opracowywania argumentów, od przyjętej przez autorów języka lub implementacji konwencji. Zróżnicowany jest również sposób zapisu operatorów arytmetycznych w poszczególnych językach: stosuje się zapis, bądź za pomocą symboli (znaku lub znaków nie będących literami), w konwencji zbliżonej do matematycznej, bądź zdecydowanie rzadziej w postaci słów kluczowych. Stosowane są operatory arytmetyczne jednoargumentowe – operator zmiany znaku i rzadziej zachowania znaku, oraz dwuargumentowe – np. dodawania, odejmowania, mnożenia, dzielenia i inne.

## Dostępne operatory arytmetyczne
Operatory arytmetyczne udostępnione w językach komputerowych realizują następujące operacje arytmetyczne:
- jednoargumentowe:
  - zmiana znaku liczby (wyznaczenie liczby przeciwnej)
  - zachowanie znaku liczby
  - inkrementacja
  - dekrementacja
  - i inne
- dwuargumentowe
  - dodawanie
  - odejmowanie
  - mnożenie
  - dzielenie
  - dzielenie całkowitoliczbowe
  - reszta z dzielenia całkowitoliczbowego (modulo)
  - potęgowanie
  - i inne
- wieloargumentowe.

## Zapis i stosowanie
Operatory arytmetyczne stosuje się w wyrażeniach, w celu wykonania określonych obliczeń. Zapisuje się je kodzie źródłowym za pomocą symboli określonych przez autorów konkretnego języka komputerowego lub jego implementacji. Symbole operatorów arytmetycznych w znacznej mierze przypominają symbole stosowane w matematyce, lecz w dostosowaniu do systemu komputerowego i stosowanego w nim zestawu znaków, a także znaków dostępnych bezpośrednio z konsoli operatora (np. klawiatury). Języki opracowane z uwzględnieniem powyższych uwag zapewniają użytkownikowi ułatwienie w czytaniu i rozumieniu zapisanych wyrażeń przy równoczesnym ułatwieniu w ich wprowadzaniu oraz użytkowaniu całego systemu. W starszych językach mogą być używanie symbole obecnie niedostępne z poziomu współcześnie stosowanych klawiatur, co stanowi zaszłość tych języków. Pewne symbole stosowane są powszechnie. Przykładem mogą być symbole dodawania i odejmowania, dla których stosuje się symbole stosowane także w matematyce: plus „+” i minus „-”. Dla innych operacji zapis może być zróżnicowany, np. dla dzielenia liczb całkowitych stosuje się symbole: „/” „\”, „div”; dla wyznaczenia reszty z takiego dzielenia stosuje się symbole: „%”, „mod”, i inne.
Istotnym zagadnieniem przy opracowywaniu zestawu operatorów arytmetycznych dla języka lub programu komputerowego jest optymalne określenie łączności i priorytetów tych operatorów, zarówno względem siebie, jak i względem innych operatorów, takich jak operatory logiczne, relacji, bitowe i inne. Zagadnienia te decydują bowiem o kolejności wykonywania działań. Dominują rozwiązania zgodne z zasadami wywodzącymi się z matematyki (np. wyższy priorytet operatorów mnożenia i dzielenia, w stosunku do dodawania i odejmowania). Istnieją taż takie rozwiązania, dla których zmieniono te zasady: np. w języku APL wszystkie operatory mają jednakowy priorytet, a więc wykonywane są w kolejności ich wystąpienia w wyrażeniu. Jednak według literatury przedmiotu takie podejście prowadzić może do większej ilości błędów i utrudnia korzystanie z systemu, którego działanie niezgodne jest z przyzwyczajeniami i intuicją użytkowników. Zmiana kolejności obliczeń jest w językach lub programach komputerowych możliwa za pomocą nawiasów. Osobną grupę stanowią języki lub programy komputerowe, w których zagadnienia te nie występują, bowiem stosowany jest w nich, zamiast zapisu infiksowego wyrażeń, zapis w odwrotnej notacji polskiej, np. język Forth.

## Operatory arytmetyczne w językach komputerowych
| język komputerowy | jednoargumentowe | jednoargumentowe | jednoargumentowe | jednoargumentowe | jednoargumentowe | dwuargumentowe | dwuargumentowe | dwuargumentowe | dwuargumentowe | dwuargumentowe     | dwuargumentowe | dwuargumentowe | dwuargumentowe | wieloarg.     |
| język komputerowy | znak             | znak             | inkr/dekr        | inkr/dekr        | inne             | dodawanie      | odejmowanie    | mnożenie       | dzielenie      | dzielenie l. całk. | modulo         | potęg.         | inne           | wieloarg.     |
| język komputerowy | zmiana           | zach.            | inkr.            | dekr.            | inne             | dodawanie      | odejmowanie    | mnożenie       | dzielenie      | dzielenie l. całk. | modulo         | potęg.         | inne           | wieloarg.     |
| ----------------- | ---------------- | ---------------- | ---------------- | ---------------- | ---------------- | -------------- | -------------- | -------------- | -------------- | ------------------ | -------------- | -------------- | -------------- | ------------- |
| BCPL              | -                | +                | N                | N                | ABS, #ABS        | +              | -              | *              | /              | /                  | MOD (REM)      | N              | #+, #-, #*, #/ | N             |
| C, C++            | -                | +                | ++               | --               | N                | +              | -              | *              | /              | /                  | %              | N              | N              | N             |
| Cobol (OpenCOBOL) | -                | +                | N                | N                | N                | + (ADD)        | - (SUBTRACT)   | * (MULTIPLY)   | / (DIVIDE)     | N                  | N              | **             | N              | N             |
| D                 | -                | +                | ++               | --               | N                | +              | -              | *              | /              | /                  | %              | N              | N              | N             |
| Forth             | NEGATE           | N                | 1+               | 1-               | np. 2+, 2-, ABS  | +              | -              | *              | N              | /                  | MOD            | N              | np. /MOD       | np. */, */MOD |
| Fortran 90/95     | -                | +                | N                | N                | N                | +              | -              | *              | /              | N                  | N              | **             | N              | N             |
| JavaScript        | -                | +                | ++               | --               | N                | +              | -              | *              | /              | /                  | %              | N              | N              | N             |
| MCPL              | -                | +                | ++               | --               | +++, ---, ABS    | +              | -              | *              | /              | /                  | MOD            | N              | N              | N             |
| Pascal            | -                | +                | N                | N                | N                | +              | -              | *              | /              | div                | mod            | N              | N              | N             |
| Perl              | -                | +                | ++               | --               | N                | +              | -              | *              | /              | /                  | %              | **             | N              | N             |
| Visual Basic VBA  | -                | +                | N                | N                | N                | +              | -              | *              | /              | \                  | mod            | ^              | N              | N             |